# موتاز ميثيل المالونيل-مرافق الإنزيم A

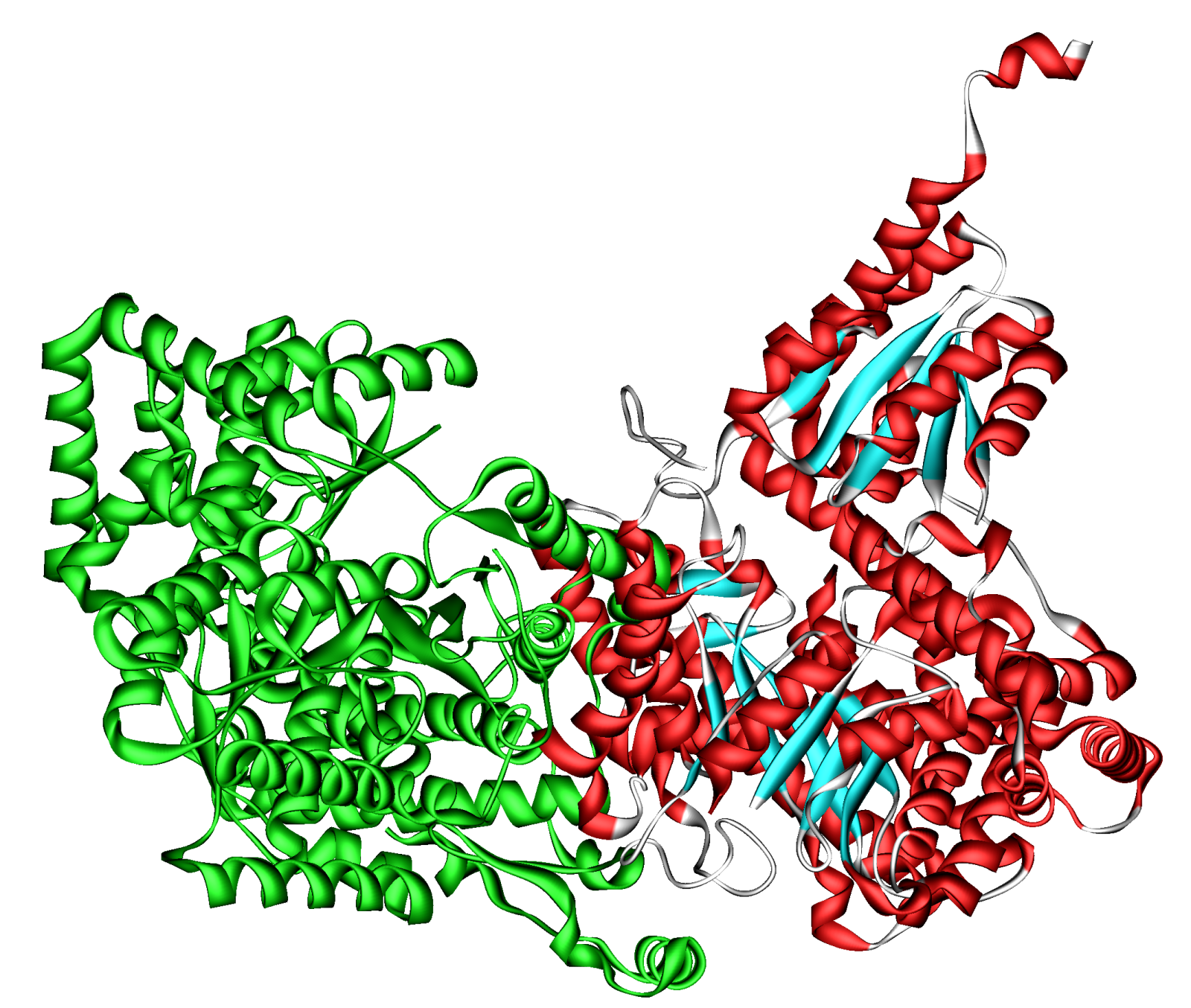
مجسم ثلاثي الابعاد لبروتين موتاز ميثيل المالونيل-مرافق الإنزيم A

موتاز ميثيل المالونيل-مرافق الإنزيم A  هو بروتين يشفر في جسم الإنسان بواسطة الجين MUT؛ وهو أيضاً إنزيم معتمد على وجود فيتامين بي 12 في الوسط، ويقوم بتحفيز تصاوغ ميثيل المالونيل-مرافق الإنزيم A إلى سكسينيل-مرافق الإنزيم A.
يؤدي حدوث طفرات في الجين MUT إلى الإصابة بأنماط مختلفة من ارتفاع حمض ميثيل المالونيك في الدم.